# Brač

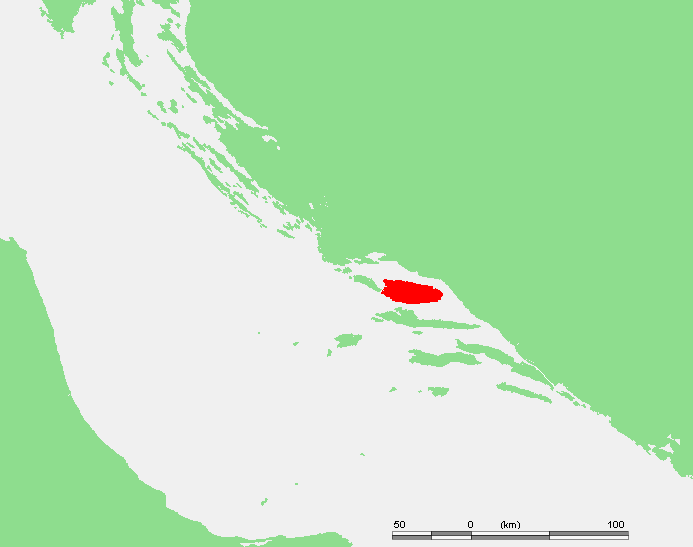
Poziția geografică a insulei

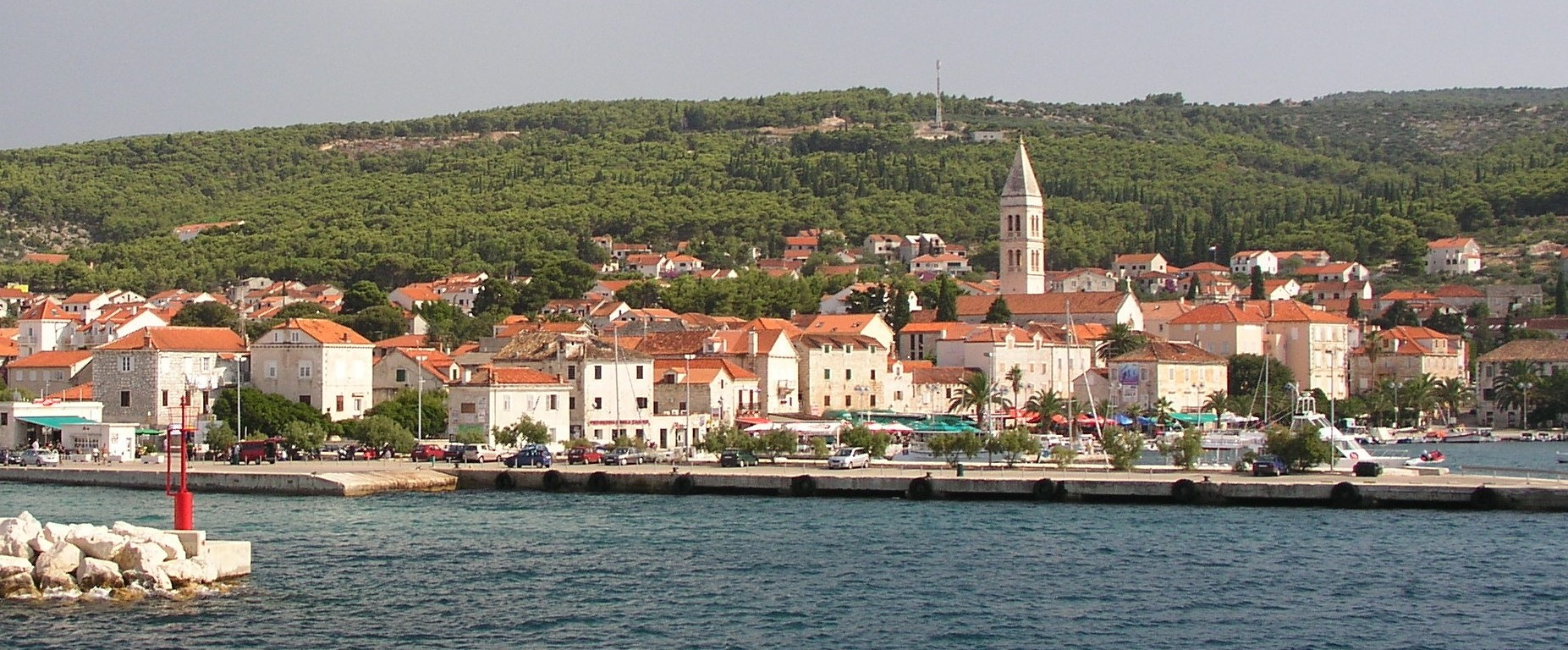
Supetar, centrul administrativ al insulei Brač

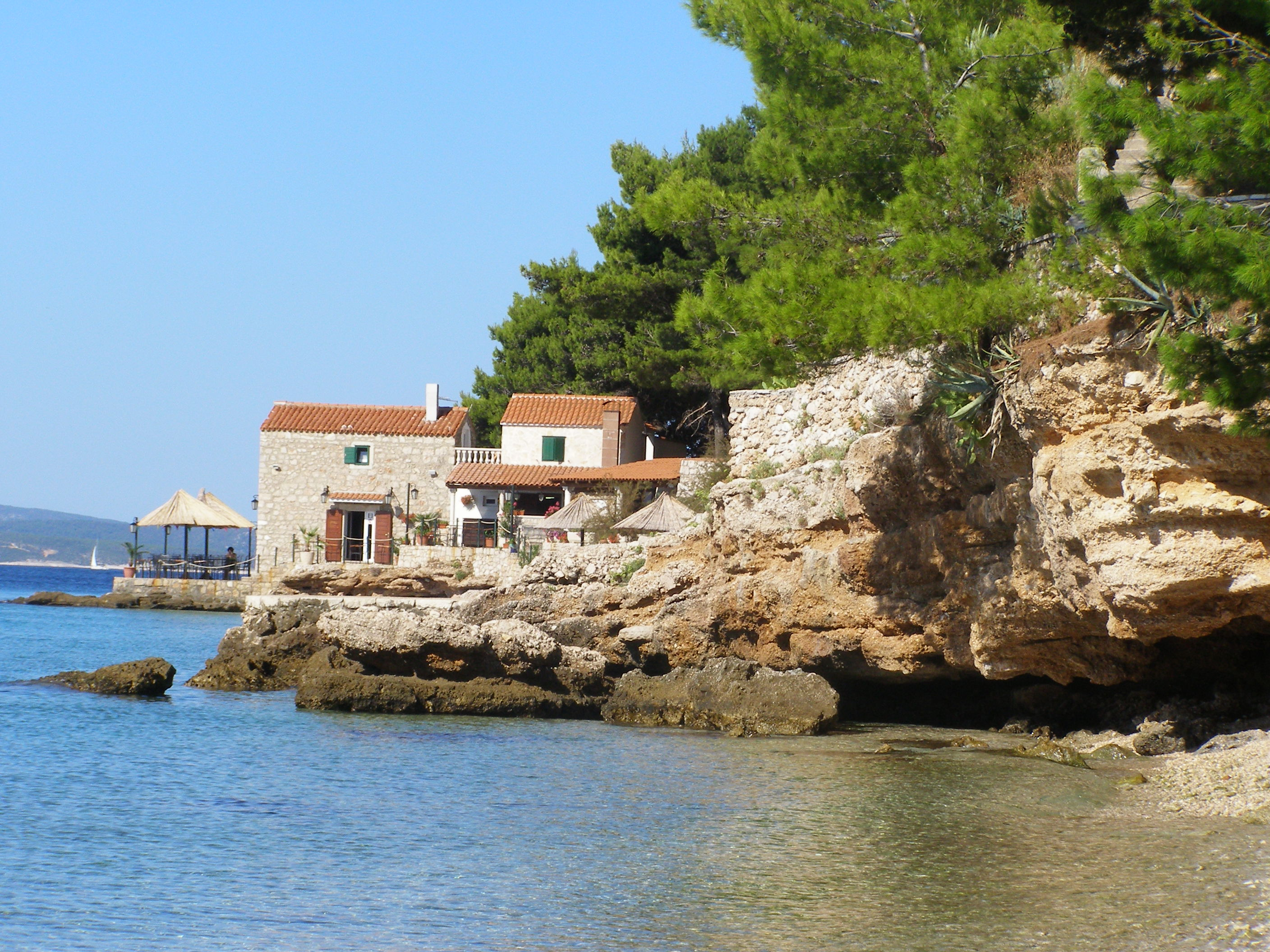
Orașul Bol

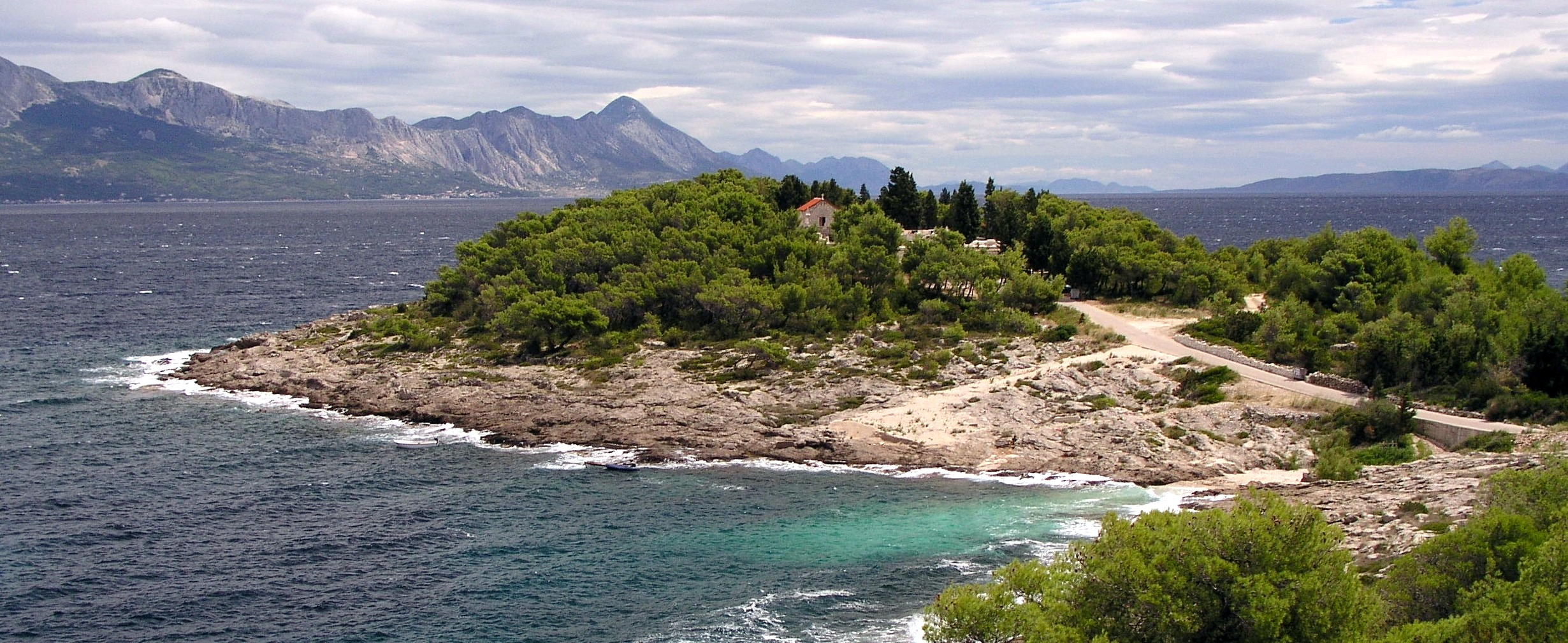
Sumartin

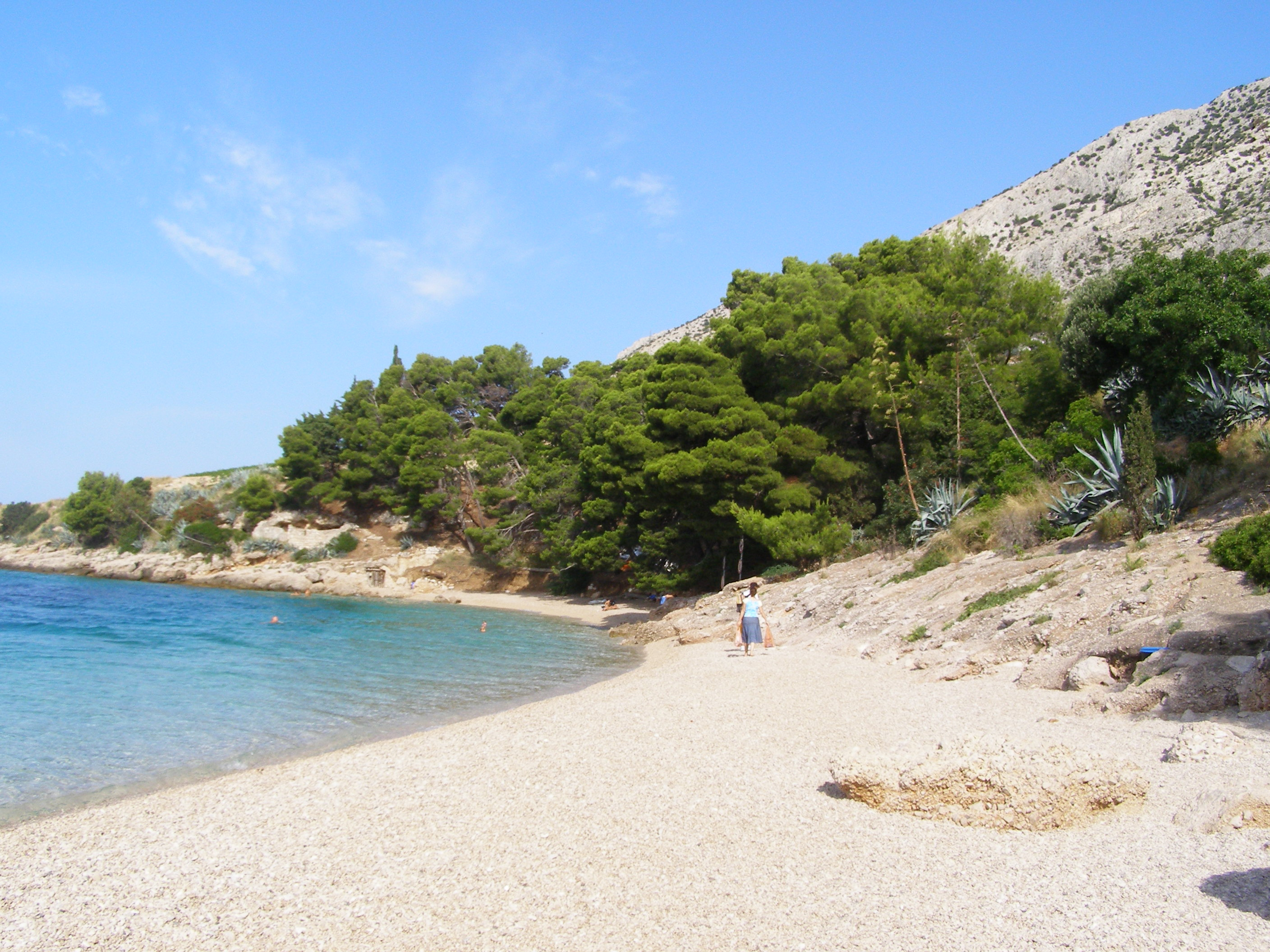
Golf în insulă

Brač (în latină Bretia, italiană Brazza, germană Bratz, maghiară Brács) este o insulă în Marea Adriatică, pe coasta dalmată în Croația de astăzi. Având o suprafață aproximativă de 395 km² și o lungime de circa 40 km, este a treia insulă ca întindere și a cincea ca lungime din arhipelagul dalmațian. Cel mai înalt punct al insulei este Vârful Vidova Gora cu altitudinea de 778 metri, care face ca Brač să fie cea mai înaltă insulă din Adriatică; din acest punct, în condiții de vizibilitate bună, se deschide o frumoasă panoramă asupra întregului arhipelag dalmațian. Teritoriul insulei a fost locuit încă din antichitate, de-alungul secolelor a fost pe rând, colonie grecească, romană, venețiană; în Evul Mediu a făcut parte succesiv din Regatul Croației, Regatul Ungariei, Republica Veneția, Imperiul Habsburgic, respectiv Austro-Ungar. După Primul Război Mondial, a devenit teritoriu al Regatului Croato-Slavon, apoi al celui Iugoslav. În prezent, face parte din Republica Croația. Din punct de vedere administrativ, teritoriul insulei aparține județului Split-Dalmația. Populația stabilă actuală a insulei numără circa 15.000 de persoane. Economia insulei se bazează pe agricultură, exploatarea și prelucrarea zăcămintelor de calcar și marmură, o componentă importantă a economiei insulare o reprezintă turismul, insula având mai multe stațiuni turistice. Reședința administrativă a insulei este orașul Supetar aflat pe țărmul nordic.

## Geografia și geologia insulei
Insula Brač se află în Marea Adriatică la sud de Split și la vest de Omiš. Având o formă aproximativ lenticulară, lungimea insulei este de 40 km, cea mai mare lățime a sa fiind de 12 km, perimetrul total al țărmului este de 180,613 km. Insula se învecinează la nord-vest cu insula Šolta separate prin strâmtoarea Brač-Split, la nord și nord-est insula Brač se învecinează cu țărmul continental, fiind separată de acesta prin canalul Split respectiv canalul Brač (adâncime maximă de 78 m) cu o lățime cuprinsă între 6 și 13 km. La sud, despărțită prin canalul Hvar (adâncime maximă de 91 m ) se învecinează cu insula Hvar, iar la mare distanță, în direcția sud-vest se află insula Vis. Țărmul insulei este în general uniform, fiind brăzdat pe alocuri de vărsarea în mare a unor pârâuri cu debite mici, care în perioada verii sunt secate de cele mai multe ori. Un număr mai mare de golfuri și peninsule se găsesc pe coasta vestică.
Relieful dominant al insulei Brač este muntos, lanțul munților având o orientare longitudinală cu direcția est-vest. Axul lanțului muntos se găsește la 3-4 kilometri de țărmul sudic fiind aproximativ paralel cu acesta, munții au pantă abruptă spre litoral, pe alocuri puternic accidentat, prezentând falii aproape verticale ce pot atinge înățimi de până la 200m. La nord de axul lanțului muntos, există un mic podiș care continuă cu dealuri ce coboară într-o pantă lină spre țărmul nordic, formând mici depresiuni pe firul unor prâuri. Acesată zonă a insulei este regiunea cea mai favorabilă practicării agriculturii, viticulturii și pomiculturii. Vârful cel mai înalt al lanțului muntos este Vf. Vidova Gora, aflat în centrul lanțului cu o înălțime de 778 metri față de nivelul mării, el fiind cel mai înalt pisc de pe insulele din Marea Adriatică.

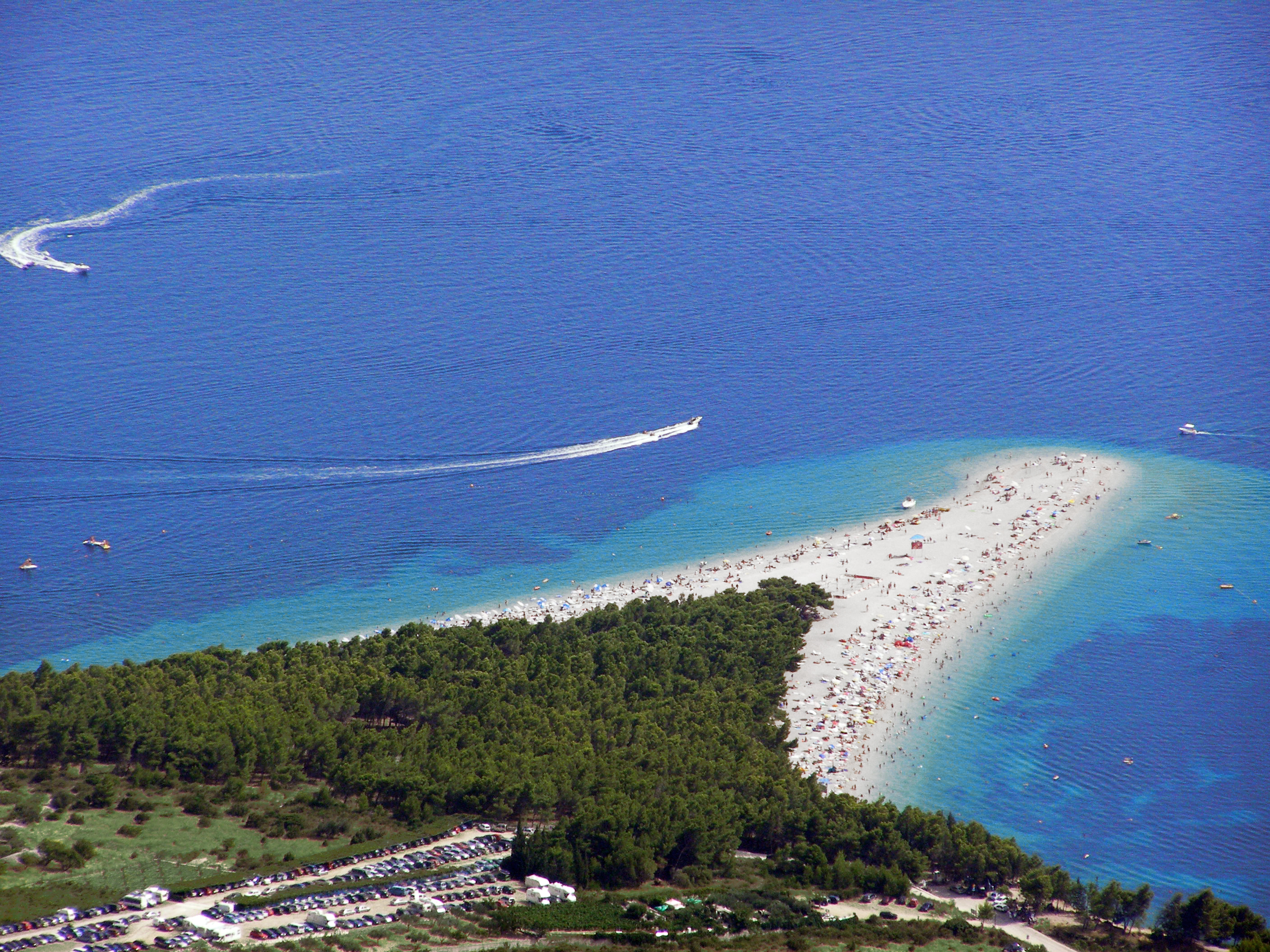
Cornul de Aur (Zlatni rat) din Bol văzut de pe Vidova Gora

Insula s-a format în urmă cu aproximativ 100 de milioane de ani spre sfârșitul perioadei cretacicului târziu și evoluția geologică a ținut până la începutul holocenului. Compoziția minerală a diverselor straturi este una caracterisică erei cretacice, fiind formată în proporție dominantă de roci sedimentare calcaroase, printre care dolomitul, dar și roci de metamorfoză precum marmura. În zonele adiacente țărmului pot fi întâlnite diverse specii de gresii, iar în regiunile colinare din nordul insulei sunt prezente importante depozite de argile, tot aici se găsesc mari zăcăminte de calcar de calitate superioară ce se exploatează de secole din cariere aflate foarte aproape de țărm. Morfologia reliefului și solului insulei este rezultatul acțiunii concurente ale activității tectonice și eroziunii eoliene și pluviale. Solul fertil care acoperă formațiunile de relief ale insulei are un strat relativ subțire cu o compoziție preponderent nisipos sau calcaros, existând zone unde pierderea de teren fertil prin eroziune duce la apariția unor zone aride, nevalorificabile din punct de vedere agricol. O caraceristică a resurselor naturale din insula Brač este aceea a volumului redus al resurselor de apă dulce și existența unei rețele hidrografice cu debite de apă mici și sensibil dependentă de volumul precipitațiilor. 

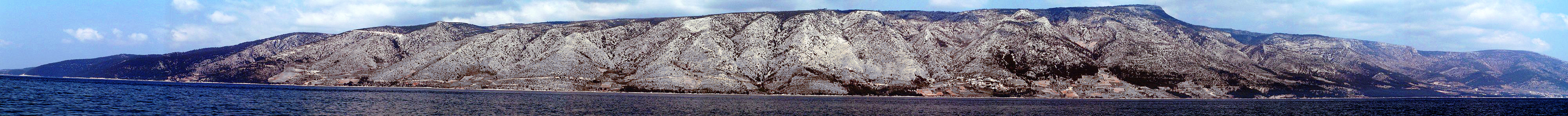
Țărmul sudic al insulei Brač

## Climă
Clima insulei Brač este caracteristic mediteraneană cu veri secetoase și cu ierni blânde. Numărul orelor cu cer însorit este în jurul a 2.700 pe an. Temperatura medie pe timp de vară este de 25°C, iar pe timp de iarnă 9 °C. În perioada lunilor iulie-august maximele termice din timpul zilei pot depăși frecvent 35 °C.

## Istorie
Descoperirile arheologice atestă popularea teritoriului insulei de comunități de oameni primitivi în perioada paleoliticului. Numeroase situri, precum cea din peștera Kopačina, aflată între Supetar și Donji Humac  dovedesc dezvoltarea timpurie a culturii pietrei cioplite. În epoca neoliticului, se pare că a avut loc o extincție a comunității umane, dovedit prin lipsa oricăror vestigii databile în această perioadă. Repopularea insulei s-a petrecut începând cu Epoca Bronzului și a continuat în Epoca Fierului. În această perioadă, în regiunile interioare ale insulei s-au așezat succesiv diverse triburi ilirice care au fondat o serie de așezări, dar niciuna din acestea nu a supraviețuit în epocile istorice de mai târziu. Aceste triburi se îndeletniceau cu agricultura, pescuitul, mai târziu, în perioada elenistică, au purtat negoț de tip cabotaj. Începând din secolul al IV-lea î.Hr., odată cu expansiunea colonială a statelor grecești în Marea Adriatică, când multe din insulele apelor interioare dalmațiene au fost transformate în colonii grecești, insula Brač a intrat în sfera de influență a civilizației elenistice, aceasta conducând la o dezvoltare rapidă a civilizației insulare. Cu toate că insula nu a devenit niciodată colonie grecească, relicvele arhelologice descoperite în regiunea golfului Vičja din vecinătatea localității Ložišća demonstrează existența unor legături comerciale intense dintre locuitorii iliri ai insulei și navigatorii greci. Brač devenise în această epocă un teritoriu de tranzit al unor rute maritime comerciale ce făceau legătura între anticul Salona (Solinul de astăzi) și insula Issa (Visul din zilele noastre) respectiv gurile râului Pad. Probabil, în nenumăratele lor vizite, grecii pe lângă negoțul practicat cu localnicii, au folosit insula ca bază de aprovizionare, refugiu sau loc de depozitare a mărfurilor tranzitate.
În anul 9 d.Hr., după o perioadă îndelungată de lupte cu triburile locale, Imperiul Roman a cucerit întregul ținut dalmațian. Romanii au înființat o provincie nouă, având capitala la Salona. Arhipelagul dalmațian, devine tot în această perioadă, parte a imperiului. Insula Brač, deși colonizată de romani, nu va cunoaște o dezvoltare pronunțată a localităților de pe teritoriul ei din cauza apropierii reședinței provinciei. Prezența romanilor pe insulă este dovedită de existența ruinelor unor vile, cisterne izolate, fără să poată fi identificată vreo așezare mai însemnată care să poarte amprenta civilizației romane. Cele mai notabile urme ale prezenței romane pe insulă sunt vestigiile celor câteva cariere de piatră, aflate între Škrip și Splitska care au fost deschise în acea epocă și care au fost exploatate timp de mai multe secole. Așezarea Splitska a devenit cel mai important port al insulei de unde se încărcau blocurile de calcar ce erau transportate la Salona și în întreaga provincie dalmațiană. Palatul lui Dioclețian din Spalato, actualul Split a fost construit în cea mai mare parte din calcarul de calitate excepțională provenită din insula Brač. Epoca romană a fost importantă în istoria insulei și din punct de vedere al dezvoltării agriculturii.

## Localități în Brač
- Bobovišća
- Bobovišća na Moru
- Bol
- Dol
- Dračevica
- Donji Humac
- Gornji Humac
- Ložišća
- Milna
- Mirca
- Murvica
- Nerežišća
- Novo Selo
- Podhume
- Postira
- Povlja
- Pražnica
- Pučišća
- Splitska
- Sumartin
- Supetar
- Sutivan
- Selca
- Škrip

## Personalități
- Vladimir Nazor (1876-1949), scriitor
- Branislav Dešković (1883-1939), sculptor
- Dasen Vrsalović (1928-1981), arheolog
- Ida Stipčić Jakšić, designer
- Žan Jakopač, cântăreț de muzică ușoară
- Ivica Jakšić – Puko, artist